# Ван Си-тін
Ван Си-тін (кит.: 王思婷; піньїнь: Wáng Sītíng; нар. 19 жовтня 1973) — колишня тайванська тенісистка.
Здобула шість одиночних титулів туру WTA.
Найвищу одиночну позицію світового рейтингу — 26 місце досягла 1 листопада 1993, парну — 39 місце — 23 лютого 1998 року.
В Кубку Федерації рахунок перемог-поразок становить 51–25.
Завершила кар'єру 2000 року.

## Фінали турнірів WTA

### Одиночний розряд (6 титулів, 1 поразка)
| Результат | Ранг | Дата              | Турнір                                      | Покриття | Опонент        | Рахунок       |
| --------- | ---- | ----------------- | ------------------------------------------- | -------- | -------------- | ------------- |
| Перемога  | 1.   | 13 вересня 1993   | Hong Kong Tennis Open                       | Тверде   | Маріанн Вердел | 6-4, 3-6, 7-5 |
| Перемога  | 2.   | 4 жовтня 1993     | Taiwan Open, Taipei                         | Тверде   | Лінда Вілд     | 6-1, 7-6(4)   |
| Перемога  | 3.   | 14 листопада 1994 | Тайвань Open, Taipei                        | Тверде   | Наґацука Кьоко | 6–1, 6–3      |
| Поразка   | 1.   | 30 вересня 1995   | China Open (теніс), КНР                     | Тверде   | Лінда Вілд     | 5–7, 2–6      |
| Перемога  | 4.   | 2 жовтня 1995     | Commonwealth Bank Tennis Classic, Індонезія | Тверде   | Yi Jingqian    | 6–1, 6–1      |
| Перемога  | 5.   | 7 жовтня 1996     | Commonwealth Bank Tennis Classic, Індонезія | Тверде   | Міягі Нана     | 6–4, 6–0      |
| Перемога  | 6.   | 14 жовтня 1996    | Пекін, КНР                                  | Тверде   | Чень Лі-Лін    | 6–3, 6–4      |

### Парний розряд (3 поразка)
| Результат | Ранг | Дата            | Турнір                | Покриття | Партнер         | Опоненти                   | Рахунок       |
| --------- | ---- | --------------- | --------------------- | -------- | --------------- | -------------------------- | ------------- |
| Поразка   | 1.   | 29 вересня 1995 | Пекін, КНР            | Тверде   | Стефані Роттьєр | Клаудія Порвік Лінда Вілд  | 1–6, 0–6      |
| Поразка   | 2.   | 21 вересня 1996 | Токіо, Японія         | Тверде   | Пак Сон Хі      | Аманда Кетцер Марі П'єрс   | 3–6, 6–7      |
| Поразка   | 3.   | 9 січня 1998    | Gold Coast, Австралія | Тверде   | Пак Сон Хі      | Олена Лиховцева Суґіяма Ай | 6–1, 3–6, 4–6 |

## Фінали ITF
| Легенда          |
| ---------------- |
| Турніри $100,000 |
| Турніри $75,000  |
| Турніри $50,000  |
| Турніри $25,000  |
| Турніри $10,000  |

### Одиночний розряд (8–1)
| Результат | Ранг | Дата              | Турнір                 | Покриття | Опонент             | Рахунок       |
| --------- | ---- | ----------------- | ---------------------- | -------- | ------------------- | ------------- |
| Перемога  | 1.   | 29 квітня 1991    | Куала-Лумпур, Малайзія | Тверде   | Лі Фан              | 6–4, 6–2      |
| Перемога  | 2.   | 12 травня 1991    | Маніла, Філіппіни      | Тверде   | Yang Li Hua         | 6-1, 4-6, 6-3 |
| Перемога  | 3.   | 5 серпня 1991     | Тайбей, Chinese Taipei | Тверде   | Kim Il-soon         | 4–6, 6–4, 6–4 |
| Перемога  | 4.   | 18 серпня 1991    | Тайбей, Chinese Taipei | Тверде   | Sohn Mi-ae          | 6-2, 6-3      |
| Перемога  | 5.   | 19 серпня 1991    | Тайбей, Chinese Taipei | Ґрунт    | Kim Il-soon         | 6–2, 2–6, 6–2 |
| Перемога  | 6.   | 26 серпня 1991    | Тайбей, Chinese Taipei | Ґрунт    | Kim Yeon-sook       | 3-6, 6-3, 6-1 |
| Поразка   | 7.   | 10 листопада 1991 | Kofu, Японія           | Тверде   | Ендо Мана           | 4-6, 0-6      |
| Перемога  | 8.   | 10 серпня 1997    | Джакарта, Індонезія    | Ґрунт    | Херальдін Айсенберг | 6–1, 6–4      |
| Перемога  | 9.   | 2 травня 1999     | Kofu, Японія           | Трава    | Пак Сон Хі          | 6-7, 7-5, 6-2 |

### Парний розряд (1–1)
| Результат | Ранг | Дата            | Турнір               | Покриття | Партнер      | Опоненти                      | Рахунок       |
| --------- | ---- | --------------- | -------------------- | -------- | ------------ | ----------------------------- | ------------- |
| Перемога  | 1.   | 21 липня 1997   | Джакарта, Індонезія  | Ґрунт    | Hsu Hsueh-li | Хотта Томое Ямаґісі Йоріко    | 6–4, 6–4      |
| Поразка   | 2.   | 14 вересня 1997 | Сеул, Південна Корея | Тверде   | Пак Сон Хі   | Кетрін Берклей Керрі-Енн Г'юз | 6-4, 4-6, 1-6 |